# Richard Eromoigbe
Richard Eromoigbe (Lagos, Nigeria, 26 de junio de 1984), futbolista nigeriano. Juega de volante y su primer equipo fue PFC Cherno more.